# 学士后文凭
学士后文凭（Graduate Diploma，常缩略为GradD 、 GDip 、 GrDip 、 GradDip）通常指在完成第一学位之后获得的一种资格。根据各个国家不同的学习水平，该资格有的与学士学位最后一年的水平相同，也有介于硕士和博士之间的情况。在一些国家，学士后文凭和研究生文凭是同义词。而在另外一些国家（特别是学士后文凭被归为为本科水平的国家），研究生文凭则是比学士后文凭相对更高的资格。

## 澳大利亚
学士后文凭通常是在获得学士学位后获得的，部分硕士学位课程将学士后文凭作为嵌套（过渡）成果。 该资格位于澳大利亚资格框架的第8级，与荣誉学位相同。 另外在澳大利亚，该资格与新西兰机构授予的研究生文凭处于同一级别，所以不应与新西兰学士后文凭混淆，因为它们属于两个不同的资格级别。   

## 加拿大
在加拿大，研究生文凭（法语： Diplôme d'études superérieures spécialisées ） 通常是在获得学士学位后获得的，之后可以攻读硕士学位。在不同教育机构中，加拿大的研究生文凭可能是研究生水平或学士学位水平。  加拿大其他机构的类似课程可能被分为研究生级别的研究生文凭，和等同于学士学位级别的学士后文凭。

## 丹麦
丹麦有两种形式的硕士学位。第一种称为硕士学位或硕士候选人资格，是 FQ-EHEA 第二阶段的认证，相当于 120 个 ECTS 学分。这种学位是研究导向的，由大学提供（例如哥本哈根大学和哥本哈根商学院）。第二种形式则是成人继续教育体系内的研究生文凭，相当于 60 个 ECTS 学分，采用非全日制教学。研究生文凭通常是在获得学士学位后获得的。文凭（丹麦语：HD）是在商业相关领域学习的，例如工商管理和创新管理。该课程通常分为第一部分（研究生证书）和第二部分（研究生文凭），各含 60 个 ECTS 学分（相当于一年的全日制学习）。   

## 新西兰
在新西兰，学士后文凭是一种高级的本科资格，通常在获得学士学位后完成。该文凭也可以与学士学位学习同时完成，用以证明学生有能力攻读与其学士学位处于不同领域的其他研究生课程。 学士后文凭（例如教育学士后文凭等）与研究生文凭不同。研究生文凭是研究生水平的学习课程（例如临床心理学研究生文凭等）。在大学和学习机构中，学士后文凭通常由在其它学科毕业的学生学习，以此使得他们可以从事新的职业。它主要涉及修读本科加速课程（通常是新西兰三年制学士学位的后两年课程的混合），以便学生达到与攻读本科学位的学生相等的水平。

## 美国
在美国，研究生文凭是“中级研究生资格”，包括硕士以上水平但未达到博士水平的学生。他们通常出现在专业领域，而不是学术领域。该级别的其他资格包括高级研究生证书、专家证书和专家学位。 